# Хандоґа Матвій
Хандоґа Матвій (1883 — 1948) — український письменник-самоук, громадський діяч, родом з Бібрки, Галичина.

## Біографія
Прибув до США на початку 1900-их років. Автор віршів, оповідань, нарисів з життя заробітчан в Америці. З 1920 року до смерті редагував тижневик Української Народної Помочі «Народне слово» в Пітсбурґу. Зредагував серію календарів під заголовком «Любов» (1924–1934).